# Lauren Kassell
Pour les articles homonymes, voir Kassell.
Lauren Kassell (née le 30 juillet 1970) est historienne américaine des sciences et de la médecine, professeure d'histoire des sciences et de médecine à l'université de Cambridge et membre du Pembroke College de Cambridge. Elle a terminé son doctorat à l'université d'Oxford en 1997, avec une thèse intitulée « Simon Forman's philosophy of medicine : medicine, astrology and alchemy in London, c.1580-1611 ». Elle est connue pour ses travaux sur l'histoire de l'astrologie et de la médecine au début de l'Angleterre moderne,. 
Kassell a dirigé le projet Casebooks pour numériser les dossiers médicaux des astrologues Simon Forman et Richard Napier (en), l’un des plus grands ensembles de dossiers médicaux modernes. Kassell était la consultante historique du jeu vidéo Astrologaster de 2019, basée sur son travail sur Simon Forman. 

## Emissions
- BBC Radio 4 À notre époque, "Alchimie", 24 février 2005.
- BBC Radio 4 À notre époque, «Astrologie de la Renaissance», 14 juin 2007.
- BBC Radio 4 À notre époque, «La Licorne», 28 octobre 2010.

## Sélection de publications
- Reproduction: Antiquity to the Present Day, Cambridge University Press, Cambridge, 2018. (co-éditeur et contributrice)
- Medicine and Magic in Elizabethan London: Simon Forman, Astrologer, Alchemist, and Physician. Clarendon Press, Oxford, 2005.
- (en) Lauren Kassell, « Forman, Simon », dans Oxford Dictionary of National Biography, Oxford University Press, 2004 (ISBN 9780198614128, lire en ligne).
- (en) Lauren Kassell, « Casebooks in early modern England: medicine, astrology, and written records. », Bulletin of the History of Medicine, vol. 88, no 4,‎ 1er janvier 2014, p. 595-625 (DOI 10.1353/BHM.2014.0066).
- (en) Nick Hopwood, Peter Murray Jones, Lauren Kassell et James Secord, « Introduction: Communicating Reproduction », Bulletin of the History of Medicine, vol. 88, no 3,‎ 1er janvier 2015, p. 379-405 (DOI 10.1353/BHM.2015.0064).
- (en) Lauren Kassell, « Stars, spirits, signs: towards a history of astrology 1100-1800. », Studies in History and Philosophy of Science Part C: Studies in History and Philosophy of Biological and Biomedical Sciences, vol. 41, no 2,‎ 5 mai 2010, p. 67-69 (DOI 10.1016/J.SHPSC.2010.04.001).